# Caio Pácio Africano
Caio Pácio Africano (em latim: Gaius Paccius Africanus) foi um senador romano nomeado cônsul sufecto para o nundínio de julho a agosto de 66 com Marco Ânio Afrino. 

## Data de seu consulado
O historiador Paulo Gallivan data o consulado de Afrino e Africano em 67 em sua obra  "Reign of Nero" ("Reinado de Nero"). Contudo, Giuseppe Camodeca publicou uma das "Tabulae Herculei" que mostra que Ápio Ânio Galo e Lúcio Verulano Severo foram cônsules sufectos a partir de 4 de novembro de um ano indeterminado, provando que o ano deles seria 67, dado que já são conhecidos os cônsules deste período em 66.

## Carreira
Em 70, Africano foi expulso do Senado Romano acusado de ter delatado ao imperador Nero os irmãos Públio Sulpício Escribônio Próculo e Públio Sulpício Escrobônio Rufo, que eram governadores da Germânia Inferior e da Germânia Superior respectivamente, durante seu consulado em 66. Por causa desta delação, os dois foram convocados a irem até a Acaia, onde estava Nero, que, ansioso para se apoderar das riquezas dos dois, obrigou-os a se suicidarem.
Entre 77 e 78, Africano foi procônsul da África.